# 2008-as Australian Open – női páros
A 2008-as Australian Open női páros versenyét a Aljona Bondarenko–Katerina Bondarenko-duó nyerte a Viktorija Azaranka és Sahar Peér alkotta páros előtt.

## Kiemeltek
1. Cara Black /  Liezel Huber (Negyeddöntő)
2. Katarina Srebotnik /  Szugijama Ai (Második kör)
3. Csan Jung-zsan /  Csuang Csia-zsung (Harmadik kör)
4. Květa Peschke /  Rennae Stubbs (Negyeddöntő)
5. Nathalie Dechy /  Gyinara Szafina (Első kör)
6. Szánija Mirza /  Alicia Molik (Harmadik kör)
7. Jen Ce /  Cseng Csie (Elődöntő)
8. Peng Suaj /  Szun Tien-tien (Második kör)
9. Lisa Raymond /  Francesca Schiavone (Első kör)
10. Anabel Medina Garrigues /  Virginia Ruano Pascual (Elődöntő)
11. Marija Kirilenko /  Szávay Ágnes (Első kör)
12. Viktorija Azaranka /  Sahar Peér (Döntő)
13. Janette Husárová /  Flavia Pennetta (Negyeddöntő)
14. Vania King /  Nicole Pratt (Első kör)
15. Maria Elena Camerin /  Gisela Dulko (Első kör)
16. Iveta Benešová /  Galina Voszkobojeva (Harmadik kör)

## Főtábla
- Q = Kvalifikációból felkerült
- WC = Szabadkártyás
- LL = Szerencsés vesztes
- r = Feladta
- w/o = visszalépett